# Chainsaw Records
Chainsaw Records ist ein 1991 von Donna Dresch gegründetes Plattenlabel aus Portland, Oregon. Das Label ist auf feministische und queere Bands spezialisiert und gilt zusammen mit Labels wie Mr. Lady Records und Candy Ass Records als Zentrum der Queercore Bewegung.

## Labelgeschichte
Dresch begann in den späten 1980er Jahren das queere Magazin Chainsaw herauszugeben. 1991 entschied sie sich das Magazin durch ein Plattenlabel zu ergänzen und schließlich zu ersetzen. Ab 1994 wurden reguläre Alben und Singles veröffentlicht, zunächst von The Fakes (Ein Projekt u. a. von Bikini Kill Mitgliedern), The Need und Nation of Ulysses. Später kamen auch kommerziell erfolgreichere Bands wie Sleater-Kinney und Tracy + the Plastics hinzu.